# Phono-Cinéma-Théâtre

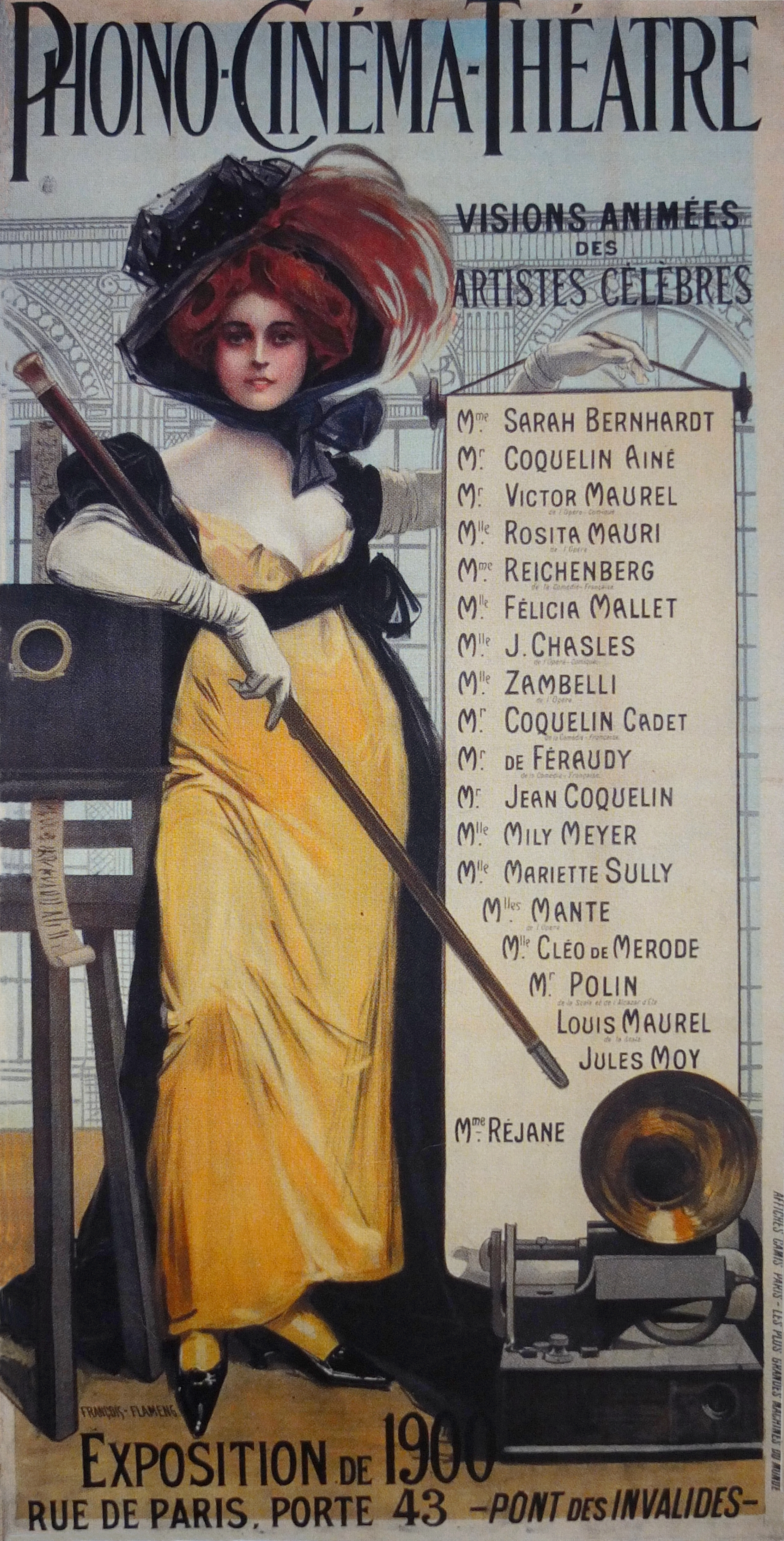
Plakat von Francois Flameng, auf dem Sarah Bernhardt die Kombination aus Phonograph und Kinematograph und den Namen der Künstler, die auf der Weltausstellung in Paris bei den Tonkinoprojektionen des Phono-Cinéma-Théâtre-Systems vorgestellt wurden, zeigt

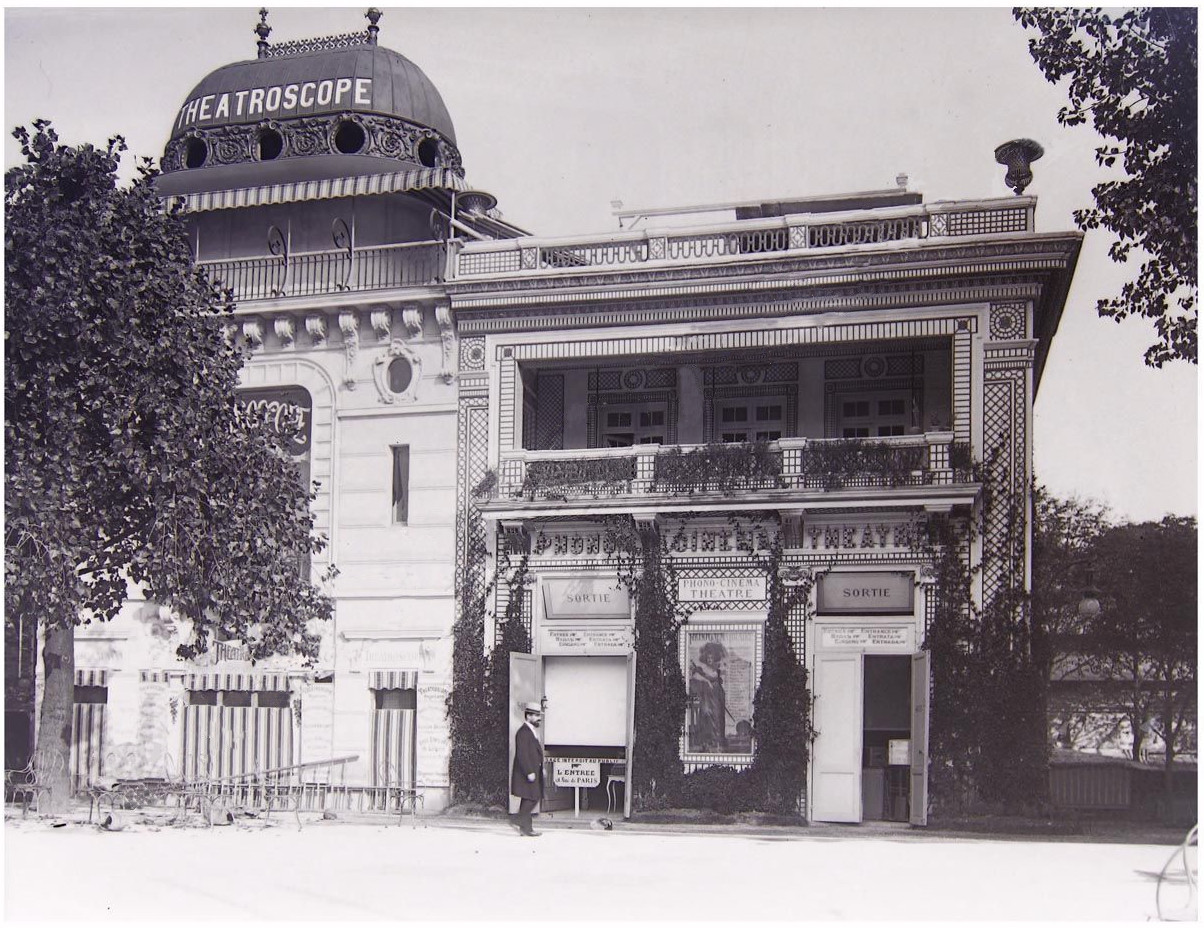
Phono-Cinéma-Théâtre in der Rue de Paris in Paris

Phono-Cinéma-Théâtre ist der Name einer französischen Filmproduktionsgesellschaft und zugleich eines Systems, Filme mit Ton und Farbe (Handkolorierung) zu präsentieren.
Das System wurde am Ende des 19. Jahrhunderts von Henri Lioret und Clément Maurice Gratioulet entwickelt. Es bestand darin, die Stimmen der Schauspieler, die auf einem Wachszylinder aufgezeichnet waren, mit den projizierten Bildern zu synchronisieren. Insbesondere erlaubte es die Präsentation von Kurzfilmen während der Weltausstellung von 1900 in Paris. Während dieser Ausstellung fand die erste öffentliche Präsentation von Filmen statt, in denen Bild und Ton kombiniert wurden.
Ursprünglich wurde diese Attraktion Cinématophone genannt, ein Name, der schließlich verworfen wurde, da er bereits zuvor verwendet worden war, worüber der für den Bau der Attraktion verantwortliche Ingenieur Paul Decauville den Leiter der Weltausstellung in einem Brief vom 31. März 1900 informierte. Die Öffnungszeiten des Phono-Cinéma-Théâtre waren von 14:00 bis 19:00 Uhr und von 20:30 bis Mitternacht. Die Attraktion fand beim Publikum aber nicht den erwarteten Anklang, so dass die Investitionskosten nach 2 Monaten des Betriebs waren die Kosten noch nicht gedeckt waren. Im Jahr 1901 wurde Paul Decauville von seinem Posten als Präsident des Verwaltungsrats der Gesellschaft, die für die Nutzung des Phono-Cinéma Théâtre gegründet worden war, abgesetzt. Später wurde die Attraktion im Pariser Olympia-Theater aufgeführt, bevor sie auf eine europäische Tournee ging.

## Filme des Studios
- Cyrano von Bergerac
- Das Duell des Hamlet